# Amnehärad-Lyrestads pastorat
Amnehärad-Lyrestads pastorat är ett pastorat i Vadsbo kontrakt i Skara stift i Svenska kyrkan.
Pastoratskoden är 030901.
Pastoratet bildades 2006 och omfattar följande församlingar:
- Amnehärads församling
- Lyrestads församling